# 설음
설음(舌音) 또는 혓소리(혀쏘리)는 혀에서 나는 소리라는 뜻으로 전통적 음운학에서 두자음들을 분류하였던 말. 오음의 하나.

## 훈민정음 초성 체계
훈민정음 초성 체계에서는 'ㄷ', 'ㅌ', 'ㄸ', 'ㄴ'의 4 자모가 설음에 분류된다. 현대 음성학에서는 치경 파열음, 치경 비음에 해당된다.  
| 오음          | 전청      | 차청       | 전탁       | 불청불탁  |
| ------------- | --------- | ---------- | ---------- | --------- |
| 설음 (혓소리) | ㄷ 斗 [t] | ㅌ 呑 [tʰ] | ㄸ 覃 [t˭] | ㄴ 那 [n] |

- 현대 음성학에서 전청(全淸)은 무기 무성음, 차청(次淸)은 유기 무성음, 전탁(全濁)은 경음, 불청불탁(不淸不濁)은 유성음 가운데 비음, 유음, 마찰음, 두자음 없이 모음으로 시작하는 것을 나타낸다.

## 중국 음운학
중국 음운학에서 성모(聲母, 두자음)를 분류한 오음(五音) 중의 하나이며, 설두음(舌頭音)과 설상음(舌上音)으로 나뉜다.  
현대 음성학에 있어서 설두음은 치경 파열음, 비음에 해당되고 설상음은 권설(치경구개음이라는 설도 있다) 파열음, 비음에 해당된다. 
중국어 중고음(中古音, 수나라, 당나라의 발음)의 성모(두자음)을 표기하는 삼십육자모(三十六字母)에서  다음과 같이 분류되어 있다. 
| 오음 | 오음   | 전청   | 차청    | 전탁   | 차탁   |
| ---- | ------ | ------ | ------- | ------ | ------ |
| 설음 | 설두음 | 端 [t] | 透 [tʰ] | 定 [d] | 泥 [n] |
| 설음 | 설상음 | 知 [ʈ] | 徹 [ʈʰ] | 澄 [ɖ] | 娘 [ɳ] |

- 현대 음성학에서 전청(全淸)은 무기 무성음, 차청(次淸)은 유기 무성음, 전탁(全濁)은 유성음 가운데 파열음, 마찰음, 파찰음, 차탁(次濁)은 유성음 가운데 비음, 유음, 반모음, 영성모(零聲母, 을절이 두자음 없이 모음으로 시작되는 것)을 나타낸다.